# Església parroquial del Salvador del Bellestar
San Salvador és una església dedicada a sant Salvador, al poble d'el Bellestar de la comarca del Baix Maestrat al País Valencià. És un bé de rellevància local, amb la categoria de Monument d'interès local.

## Història
L'església data del segle xiii i es va construir damunt una antiga alqueria musulmana. Va ser sota la influència del Monestir de Santa María de Benifasar, el que es dedueix de les decoracions que presenta en la façana i, per tant, sota la influència de l'orde del Císter.

## Descripció
És un edifici senzill, construït en l'estil transitori del romànic al gòtic primitiu. Malgrat que al llarg del temps ha sofert modificacions, se'n conserva l'estructura original. La planta és la típica del romànic tardà, amb tres crugies separades per arcs torals i coberta de fusta.
Presenta un campanar més modern en la qual destaca la làpida sepulcral d'un monjo de l'orde del Cister que es va recuperar d'un altre lloc. És una torre esvelta amb buit per a una campana i sota la finestreta habilitat per a la campana, hi ha el rellotge, sota el qual es troba la làpida del monjo, datada del segle xv.
A l'interior destaquen unes pintures murals del pintor Juan Francisco Cruella, natural de Morella.